# Panjevke
Panjevke (znanstveno ime Flammulina) so rod gliv iz družine širokolistark (Physalacriaceae).

## Seznam Panjevke Slovenije[3]
- prožna panjevka (Flammulina elastica)
- gladeževa panjevka (Flammulina ononidis)
- zimska panjevka (Flammulina velutipes)